# Джміль-зозуля
Джміль-зозуля (Psithyrus)  — це голарктичний підрід джмелів, що об'єднує 27 (в Україні зареєстровано 9 видів) видів облігатних гніздових паразитів джмелів. Донедавна джмелів-зозуль виокремлювали в окремий рід Psithyrus Lepeletier, 1832, проте нині цей таксон має таксономічний ранг підроду. На відміну від інших еусоціальних джмелів, в самок джмелів-зозуль на гомілках задніх ніг відсутній пилковий кошик, а також в цих комах відсутня каста робочих осіб (стерильних самок). Варто зазначити, що існує хибне твердження, що в джмелів-зозуль немає воскових залоз, проте, як показали результати останніх досліджень, в самок джмелів-зозуль (Bombus vestalis, B. sylvestris та B. bohemicus) вони є, хоча й на стадії пошуку гніда перебувають в недорозвиненому стані.